# Cicadula saturata
Cicadula saturata är en insektsart som beskrevs av Edwards 1915. Cicadula saturata ingår i släktet Cicadula och familjen dvärgstritar. Arten är reproducerande i Sverige. Inga underarter finns listade i Catalogue of Life.